# Lickóvadamos
Lickóvadamos is een plaats (község) en gemeente in het Hongaarse comitaat Zala. Lickóvadamos telt 218 inwoners (2001).